# Дальквист, Исак
Исак Микаэль Дальквист (швед. Isak Mikael Dahlqvist; род. 25 сентября 2001, Экерё, Вестра-Гёталанд) — шведский футболист, полузащитник клуба «Гётеборг».

## Клубная карьера
Начинал заниматься футболом в родном городе в школе одноимённого клуба «Экерё». Перед сезоном 2017 года перешёл в «Гётеборг», где стал выступать за юношеские и молодёжные команды. В июле 2020 года подписал с клубом полупрофессиональный контракт на один год. 30 сентября дебютировал в основном составе клуба в матче второго раунда кубка Швеции с «Хускварной». На 79-й минуте встречи Дальквист вышел на поле вместо Тобиаса Саны.
6 декабря 2020 года в матче последнего тура с «Сириусом» дебютировал в чемпионате Швеции, появившись на поле на последних минутах встречи вместо Саргона Абрахама. 4 января 2021 года подписал с «Гётеборгом» полноценный контракт, рассчитанный на три года.

## Карьера в сборных
В апреле 2017 года в составе юношеской сборной Швеции, составленной из игроков до 17 лет, принимал участие в товарищеском турнире, на котором принял участие в игре с Чехией, появившись на поле после перерыва. Встреча завершилась разгромной победой соперника со счётом 7:1.
В сентябре 2019 года вместе с юношеской сборной до 19 лет принимал участие в турнире четырёх наций, на котором сыграл в двух встречах: с норвежцами и румынами.

## Личная жизнь
Старший брат Эдвин Дальквист также же футболист, выступал за юношескую сборную Швеции.

## Клубная статистика
| Выступление      | Выступление      | Выступление      | Лига | Лига | Кубки | Кубки | Конт. кубки | Конт. кубки | Итого | Итого |
| Клуб             | Лига             | Сезон            | Игры | Голы | Игры  | Голы  | Игры        | Голы        | Игры  | Голы  |
| ---------------- | ---------------- | ---------------- | ---- | ---- | ----- | ----- | ----------- | ----------- | ----- | ----- |
| Гётеборг         | Аллсвенскан      | 2020             | 1    | 0    | 1     | 0     | 0           | 0           | 2     | 0     |
| Гётеборг         | Аллсвенскан      | 2021             | 0    | 0    | 1     | 0     | 0           | 0           | 1     | 0     |
| Гётеборг         | Итого            | Итого            | 1    | 0    | 2     | 0     | 0           | 0           | 3     | 0     |
| Всего за карьеру | Всего за карьеру | Всего за карьеру | 1    | 0    | 2     | 0     | 0           | 0           | 3     | 0     |